# Parlement van de Tsjechische Republiek

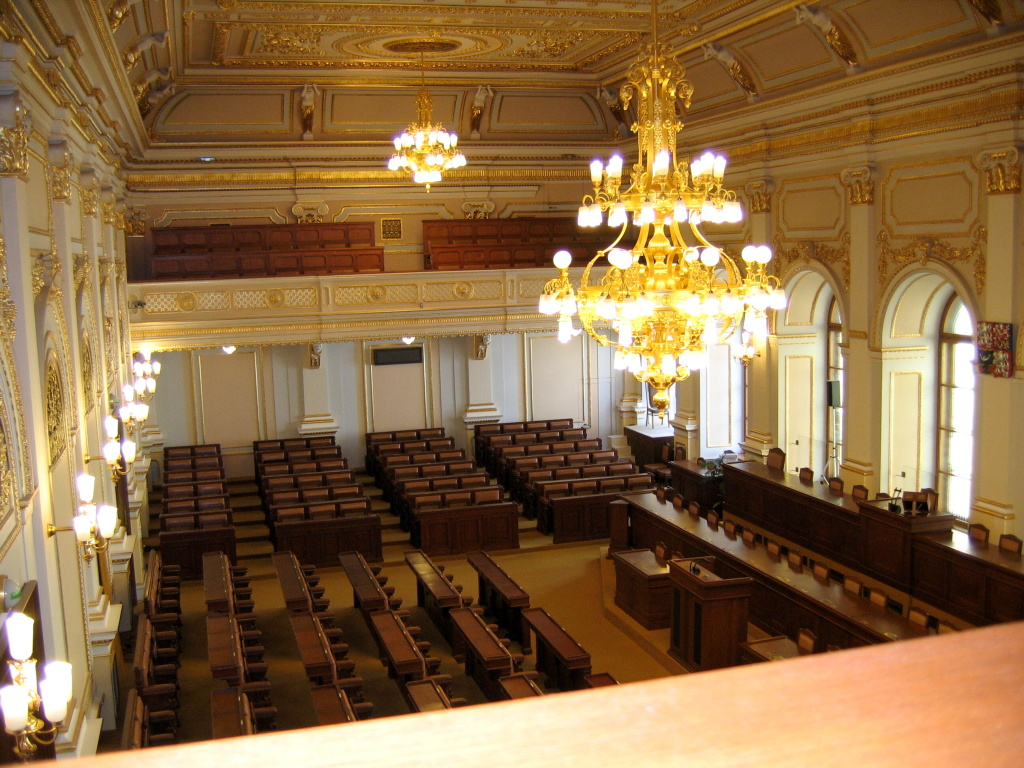
De zaal van de Kamer van Afgevaardigden

Het Parlement van de Tsjechische Republiek (Tsjechisch: Parlament České republiky) is de nationale volksvertegenwoordiging van Tsjechië.
Het Tsjechische parlement bestaat uit twee kamers. Enerzijds is dat de Kamer van Afgevaardigden (Poslanecká sněmovna Parlamentu České republiky), het lagerhuis met 200 leden die gekozen worden voor een termijn van vier jaar. Anderzijds is dat de Senaat (Senát Parlamentu České republiky) met 81 leden die gekozen worden voor zes jaar.
Het parlement heeft zijn zetel in de wijk Malá Strana in de Tsjechische hoofdstad Praag.
Van 1969 tot 1992 bestond het parlement uit een kamer, de Tsjechische Nationale Raad (Česká národní rada, ČNR) genoemd. De Kamer van Afgevaardigden is de continuering van de Nationale Raad.